# John Milbank

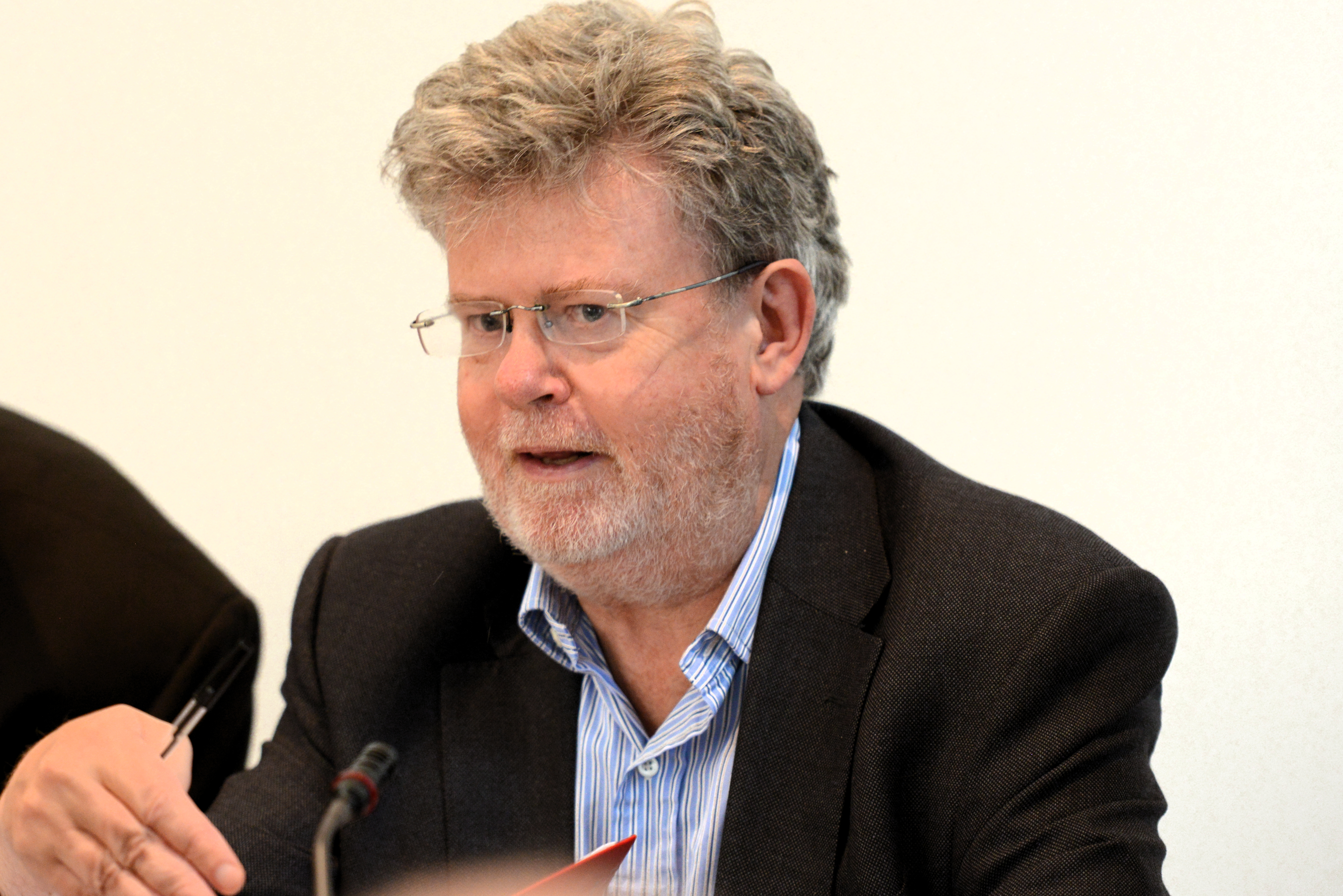
John Milbank, 2014

Alasdair John Milbank (* 23. Oktober 1952 in Kings Langley, England) ist ein britischer anglikanischer Theologe und war Research Professor of Religion, Politics and Ethics an der University of Nottingham, wo er nach wie vor dem Centre of Theology and Philosophy vorsteht. Er ist darüber hinaus Leiter des Methexis Institute in Charlottesville (Virginia) und war vorsitzender Kurator des britischen think tanks ResPublica.
Milbank hat internationale Bekanntheit als maßgeblicher Architekt der theologischen Strömung der Radical Orthodoxy erlangt. Seine Arbeit ist transdisziplinär angelegt und berührt die akademischen Felder der Ästhetik, Ethik, Philosophie, Politikwissenschaft, Sozialwissenschaft sowie der politischen und systematischen Theologie.

## Bildungsweg
Milbank besuchte das Hymers College als weiterführende Schule und absolvierte im Anschluss ein Bachelorstudium am Queen’s College in Oxford. Am Westcott House in Cambridge, einem College der anglikanischen Kirche, erhielt er das Postgraduiertenzertifikat in Theologie. Während seiner Zeit in Cambridge studierte er bei Rowan Williams, dem späteren Erzbischof von Canterbury. Darauf folgend erhielt er den Doktor der Philosophie an der University of Birmingham. Seine Dissertation behandelte das Werk des neapolitanischen Philosophen Giambattista Vico und trug den Titel The Priority of the Made: Giambattista Vico and the Analogy of Creation. Sein Doktorvater war Leon Pompa. Im Jahre 1998 wurde Milbank aufgrund seiner wissenschaftlichen Veröffentlichungen der Doctor of Divinity durch die University of Cambridge verliehen.

## Denken
Die erste breitere Bekanntheit erlangte Milbank durch die Veröffentlichung seiner kontroversen Arbeit zum Verhältnis von Theologie und Sozialwissenschaft, die zuerst im Jahre 1990 unter dem Titel Theology and Social Theory veröffentlicht wurde. Darin vertritt er die These, dass die Sozialwissenschaften ein Produkt des für die Moderne spezifischen Konstrukts des Säkularismus seien, das sich von einer Ontologie der Gewalt herleite. Die Theologie solle daher Abstand davon nehmen, konstruktiven Gebrauch von der säkularen Sozialwissenschaft machen zu wollen. Die Theologie biete selbst ein in sich schlüssiges Gesamtkonzept der Realität, das auch das Politische und Soziale umfasse. Im Gegensatz zu dem säkularen Ansatz der Sozialwissenschaften, beruhe der Ansatz der christlichen Theologie auf einer Ontologie des Friedens.
Ein wesentlicher Bestandteil der theologischen Bestrebungen Milbanks drehen sich um die Suche nach einer christlichen trinitären Ontologie. Seine Theologie ist in diesem Sinne durch metaphysisches Denken geprägt. Dabei greift er insbesondere auf Augustinus und Platon als Vordenker zurück. Der Neuplatonismus, insbesondere in der Traditionslinie über die antiken Philosophen Iamblichos von Chalkis, Proklos und Pseudo-Dionysius Areopagita, spielt eine maßgebliche Rolle im Denken Milbanks.
Gemeinsam mit Graham Ward und Catherine Pickstock begründete John Milbank die theologische Strömung der Radical Orthodoxy, die als besondere Spielart der postmodernen konstruktivistischen Theologie verstanden werden kann. Der modernekritische Ansatz dieser Strömung ist den anglo-katholischen Traditionen innerhalb der Anglikanischen Kirche verpflichtet. Milbanks Theology and Social Theory kann als theoretischer Gründungstext der später entstandenen Strömung betrachtet werden.
Aus einer Kooperation Milbanks mit dem linkshegelianischen Philosophen Slavoj Žižek und Creston Davis ging eine ausgedehnte Debatte über die Gegenwartsrelevanz des Christentums und des mit ihm verbundenen theologischen Denkens hervor, die sich in drei gemeinsamen Buchveröffentlichungen niederschlägt: Theology and the Political: The New Debate (2005), The Monstrosity of Christ: Paradox or Dialectic? (2009), Paul's New Moment: Continental Philosophy and the Future of Christian Theology (2010).

## Familie
Im Jahre 1978 heiratete Milbank die Literaturwissenschaftlerin, Theologin und spätere anglikanische Priesterin Alison Legg, die selbst Professorin im Department of Theology and Religious Studies der University of Nottingham ist. Beide haben zusammen zwei Kinder. Ihr Sohn Sebastian Milbank ist Doktorand an der Faculty of Divinity der University of Cambridge.

## Veröffentlichungen

### Monographien
- Theology and Social Theory: Beyond Secular Reason. Blackwell Publishers 1990, ISBN 0-631-18948-3.
- The Religious Dimension in the Thought of Giambattista Vico, 1668–1744. Edwin Mellen Press 1998, ISBN 978-0-7190-3700-9.
- The Mercurial Wood: Sites, Tales, Qualities. Poetry Salzburg 1997, ISBN 3-7052-0113-1.
- The Word Made Strange. Blackwell Publishers 1997, ISBN 0-631-20336-2.
- (mit Catherine Pickstock:) Truth in Aquinas. Routledge 2000, ISBN 0-415-23335-6.
- Being Reconciled: Ontology and Pardon. Routledge 2003, ISBN 0-415-30525-X.
- The Suspended Middle: Henri de Lubac and the Debate concerning the Supernatural. SCM Press 2005, ISBN 0-8028-2899-X.
- The Legend of Death: Two Poetic Sequences. Wipf & Stock Publishers 2008, ISBN 978-1-55635-915-6.
- (mit Slavoj Žižek und Creston Davis:) The Monstrosity of Christ: Paradox or Dialectic?. MIT Press 2009, ISBN 978-0-262-01271-3.
- The Future of Love: Essays in Political Theology. Wipf & Stock Publishers 2009, ISBN 978-1-60608-162-4.
- (mit Slavoj Žižek und Creston Davis:) Paul's New Moment: Continental Philosophy and the Future of Christian Theology. Brazos Press 2010, ISBN 978-1-58743-227-9.
- Beyond Secular Order: The Representation of Being and the Representation of the People. Wiley-Blackwell 2013, ISBN 978-1-118-82529-7.
- (mit Adrian Pabst:) The Politics of Virtue: Post-Liberalism and the Human Future. Rowman & Littlefield International 2016, ISBN 978-1-78348-649-6.